# De snoezige dino's
De snoezige dino's is het 176ste stripverhaal van Jommeke. De reeks wordt getekend door striptekenaar Jef Nys.Scenarist is Jan Ruysbergh 

## Verhaal
Wanneer Professor Gobelijn en professor Denkekop eieren vinden van dino's kunnen ze echte dino's maken. Als op een gegeven moment de verstrooide professor de kooi laat open staan, ontsnappen de dino's. Er ontstaat groot paniek, gelukkig zijn de dino's mensvriendelijk. De pers komt over het bestaan van de dino's te weten. Het nieuws gaat de wereld rond. Intussen, ergens in Hollywood, zijn ze een film aan het maken over dino's. De valse dino's die voor de film gebruikt worden zijn stuk, maar de technicus heeft ook het nieuws vernomen van de echte dino's. Enige tijd later ontvoert de gemene technicus de dino's. Jommeke ontdekt dat er bij de professor iets mis is... hij kan uiteindelijk de professor bevrijden. Via een achtergelaten verrekijker vinden ze de link naar Hollywood. De vrienden reizen richting Hollywood en komen via Madam Pepermunt terecht bij de filmstudio. Maar de dino's worden gevaarlijk wanneer hun kalmeringsmiddel is uitgewerkt. Gelukkig kan Gobelijn met een speciaal mengsel de dino's terug mensvriendelijk maken. Tot slot worden de dino's achteraf naar een mooi afgelegen eiland gebracht waar ze rustig kunnen verder leven.

## Achtergronden bij de uitgaven
- Vanaf dit stripalbum verscheen tot en met album 214 elk stripalbum bij uitgeverij De stripuitgeverij.

## Achtergronden bij het verhaal
- Het album is vrij duidelijk geïnspireerd door Jurassic Park en de dinosaurusrage die er destijds rond de film heerste.
- Later kwamen deze twee dinosaurussen ook nog voor in album Dinopolis.